# 胡義博
胡 義博（えびす よしひろ）は、日本の商学者、 鈴峯女子短期大学教授。

## 来歴
広島修道大学卒業。駒澤大学大学院商学研究科博士課程修了、商学修士。
鈴峯女子短期大学言語文化情報学科教授に就任。
その後、母校の広島修道大学非常勤講師などを歴任。
著書に『アメリカ会計思潮』『経営組織体と秘書』『企業会計の基礎構造』『現代会計学の課題』など。

## 著書
- 『アメリカ会計思潮』同文館 1981年
- 『経営組織体と秘書』渓水社 1984年
- 『企業会計の基礎構造』創成社 1989年
- 『現代会計学の課題』現代会計学の課題 創成社 1993年
- 『簿記の基礎構造　入門編』共著（中原章吉編著）創成社　2004年[4]
- 『ビジネスマナー基礎編』監修（磯部恵著）創成社　1995年[5]